# فهرست آثار تاریخی استان قزوین
فهرست آثار تاریخی استان قزوین بر حسب نوع.

## مسجدها
- مسجد النبی قزوین
- مسجد مولاوردیخانی
- مسجد شیخ الاسلام
- مسجد صالحیه
- مسجد سردار
- مسجد جامع عتیق
- مسجد سوخته چنار
- مسجند سنجیده
- مسجد محمدیه
- مسجد سبز
- مسجد خواجه شهدا
- مسجد پنجه علی
- مسجد حیدریه

## امام زاده‌ها و بقعه‌ها
- امام زاده حسین
- امام زاده اسماعیل
- امام زاده علی
- امام زاده اباذر
- امام زاده علی اصغر
- امام زاده اسماعیل فلار
- امام زاده علی شکرناب
- امام زاده منصور
- امام زاده علاء الدین
- امام زاده کمال
- امام زاده هفت صندوق
- امام زاده ولی
- امام زاده عبدالله و فضل‌الله
- بقعه آمنه خاتون
- بقعه چهار انبیا
- بقعه حلیمه خاتون
- بقعه سلطان سید محمد

## بازارها
- سرای سعد السلطنه
- بازار وزیر
- بازار قیصیریه

## آب‌انبارها
- آب‌انبار سردار بزرگ
- آّب‌انبار حاج کاظم
- آب‌انبار حکیم
- آب‌انبار آقا
- آب‌انبار سردار کوچک
- آب‌انبار مسجد جامع

## قلعه‌ها
- قلعه لمبسر
- نویزرشاه
- میمون قلعه
- قلعه شمس کلایه
- قز قلعه

## آرامگاه‌ها
- آرامگاه شهید ثالث
- آرامگاه احمد غزالی
- آرامگاه حمدالله مستوفی

## حمام‌ها
- حمام صفا
- حمام بلور
- حمام قجر

## کاروانسراها
- کاروانسرای وزیر
- کاروانسرای حاج رضا
- کاروانسرای رضوی
- کاروانسرای هجیب
- کاروانسرای محمدآباد
- کاروانسرای آوج
- کاروانسرای پیچ بن

## خانه‌ها
- خانه آرازی
- خانه سپهدار
- خانه مستشاری
- خانه زرنگار
- خانه فرهنگ امیر کبیر
- خانه داعی
- خانه معلم نواب
- خانه معلم فردوسی

## دروازه‌ها
- دروازه تهران قدیم
- دروازه درب کوشک
- دروازه خندق بار
- دروازه باغشاه
- دروازه تبریز
- دروازه امام حسین
- دروازه شیخ‌آباد
- دروازه رشت

## کلیساها
- کلیسای کانتور
- کلیسای ارامنه
- کلیسای آسوریان
- کلیسای رفیع

## مدرسه‌ها
- مدرسه مولاوردی خانی
- مدرسه شیخ الاسلام
- مدرسه صالحیه
- مدرسه سردار
- مدرسه التفاتیه
- مدرسه صالحان
- مدرسه پیام انقلاب

## مکان‌های دیدنی و غیره
- الموت
- ایوان سنگی نیاق
- دره اندج رود
- دره نینه رود
- دریاچه اوان
- مجموعه سعد السلطنه
- مجموعه میمون قلعه